# Santa Cecilia o la potenza della musica
Santa Cecilia o la potenza della musica (Die heilige Cäcilie oder die Gewalt der Musik: Eine Legende) è un racconto dello scrittore tedesco Heinrich von Kleist scritto nell'ottobre 1810, pubblicato dapprima sul giornale letterario Berliner Abendblätter nel novembre 1810, e infine, dopo revisione, nel secondo volume dei Racconti nel 1811.

## Trama

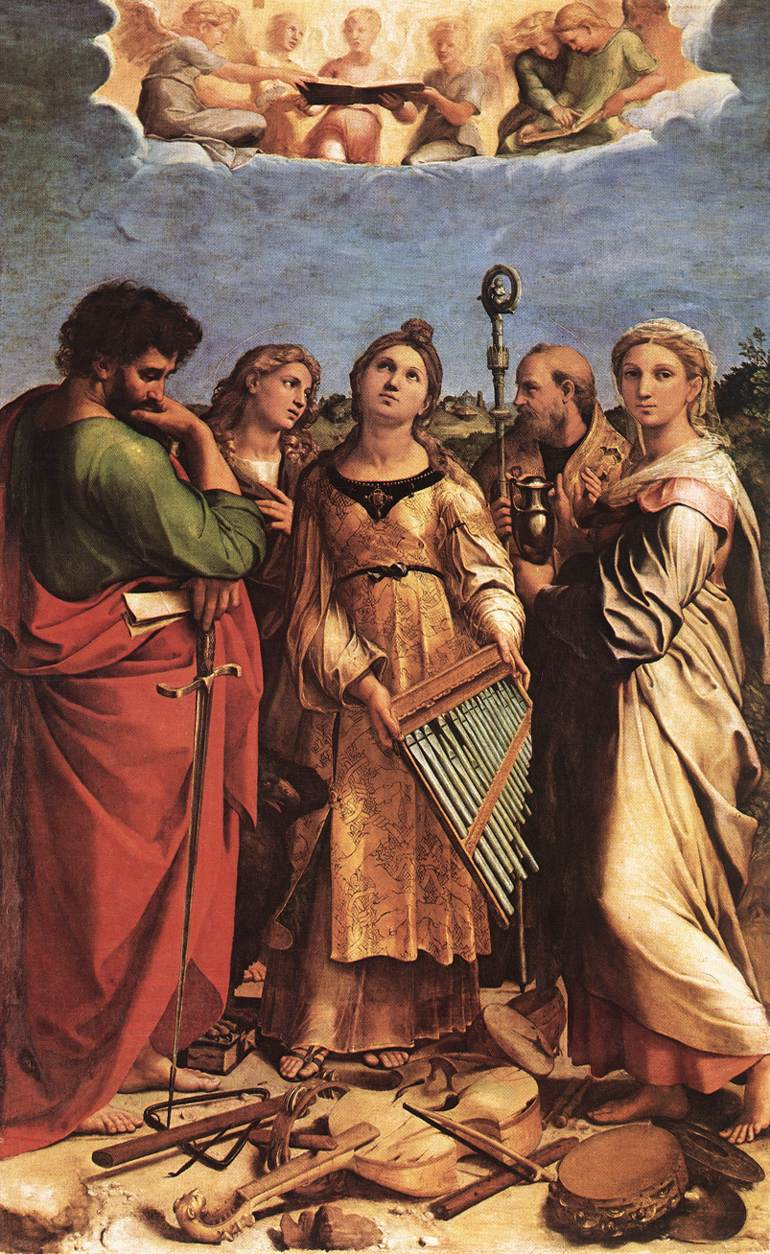
Raffaello, Estasi di santa Cecilia (c. 1514).

La vicenda si svolge durante il beeldenstorm, la distruzione dei luoghi sacri cattolici attuata dai fondamentalisti calvinisti nei Paesi Bassi fra il 10 agosto 1566 e i primi di ottobre dello stesso anno.
Quattro fratelli, tre studenti a Wittenberg e un giovane pastore protestante ad Anversa, giungono ad Aquisgrana col desiderio di scatenare un'operazione iconoclasta nel convento di Santa Cecilia. Le monache hanno sentore della loro intenzione e chiedono invano aiuto alle autorità imperiali. Il giorno in cui si celebra il Corpus Domini la chiesa di Santa Cecilia è piena di fedeli; è tuttavia assente, perché costretta a letto da una gravissima malattia, Suor Antonia, la suora che ha il compito di dirigere l'orchestra che accompagna le funzioni sacre. Gli iconoclasti si sono disposti fra i fedeli, pronti ad agire, quando a un tratto compare Suor Antonia, apparentemente guarita: la suora dà inizio all'accompagnamento musicale. L'esecuzione è sublime, soprattutto il Gloria in excelsis: tutti i presenti, compresi coloro che avevano programmato la distruzione del convento, ne sono rapiti.
Sei anni dopo giunge ad Aquisgrana la madre dei fratelli iconoclasti e trova i propri figli nel manicomio locale dove da sei anni non fanno altro che contemplare il crocifisso tutto il giorno e, ad un'ora stabilita cantare il Gloria davanti a una finestra spalancata. La donna si reca prima da un ex sodale coinvolto nell'empia impresa che le fa un resoconto del prodigio, e infine nel convento di Santa Cecilia e scopre che sei anni prima Suor Antonia non si era mai mossa dal letto, anzi era morta quella notte stessa; non si sa chi, nella funzione di sei anni prima, abbia preso il suo posto. La madre si converte al cattolicesimo; lascia una somma di danaro a beneficio dei suoi figli, i quali moriranno infine serenamente in tarda età dopo aver intonato ancora una volta, secondo la loro abitudine, il Gloria in excelsis.

## Storia
Santa Cecilia o la potenza della musica fu scritto da Heinrich von Kleist il 17 ottobre 1810 come dono per il battesimo di Cäcilie Müller, figlia di Adam Müller, un letterato amico di Kleist da poco convertito al Cattolicesimo. Il racconto apparve in tre puntate, dal 15 al 17 novembre 1810, sul Berliner Abendblättern, un quotidiano letterario diretto dallo stesso Kleist. Santa Cecilia fu infine rivisto e ampliato dall'autore e compreso quindi nel secondo volume dei Moralische Erzählungen pubblicato da Reimer nel 1811.

## Edizioni
- «Die heilige Cäcilie oder die Gewalt der Musik: Eine Legende. Zum Taufangebinde für Cäcilie M.», Berliner Abendblättern nn. 40-42, 15-17 novembre 1810.
- «Die heilige Cäcilie oder die Gewalt der Musik: Eine Legende». In: Heinrich von Kleist, Erzählungen, Band 2, Berlin: Reimer, 1811.
- Heinrich von Kleist, Racconti, Vol. 2; traduzione e introduzione di Ervino Pocar, Lanciano: R. Carabba, stampa 1922.
- Heinrich von Kleist, Racconti; a cura di Luisa Vertova, Milano: Bompiani, 1945.
- Heinrich von Kleist, Racconti; traduzione di Luisa Coeta, Milano: Fabbri, 1969.
- Heinrich von Kleist, I racconti; introduzione di Giuliano Baioni; traduzione di Andrea Casalegno, Milano: Garzanti, 1988, ISBN 88-11-58197-4.
- Heinrich von Kleist, Tutti i racconti; a cura di Marina Bistolfi; con un saggio critico di Thomas Mann, Milano: A. Mondadori, 1997, ISBN 88-04-43288-8.
- Heinrich von Kleist, Santa Cecilia, o La potenza della musica; traduzione di Luisa Vertova e Leone Traverso, Firenze: Passigli, 1990, ISBN 88-368-0164-1, ISBN 88-368-0413-6.